# Butastur liventer
Il butastore alirosse (Butastur liventer (Temminck, 1827)), noto anche come poiana alirossiccie, è un uccello rapace della famiglia degli Accipitridi, diffuso nel sud-est asiatico.

## Descrizione
È un rapace di media taglia, lungo 35–41 cm e con un'apertura alare di 84–91 cm.

## Biologia
Preda piccoli mammiferi, serpenti, sauri, rane, granchi e insetti.

## Distribuzione e habitat
L'areale di Butastur liventer si estende dalla penisola indocinese (Myanmar, Thailandia, Laos, Cambogia e Vietnam), sino alla Cina meridionale e all'Indonesia (Giava, Sulawesi).